# Hans Grimm (réalisateur)
Pour les articles homonymes, voir Hans Grimm.
Hans Grimm, né le 30 janvier 1905 à Rehau (Empire allemand) et mort le 12 septembre 1998 à Luino (Lombardie en Italie), est un réalisateur, scénariste, et ingénieur du son allemand puis ouest-allemand,.

## Filmographie

### Réalisateur
- 1948 : Frau Holle (moyen métrage de 58')
- 1953 : Les Fanfares du mariage (Fanfaren der Ehe)
- 1957 : Robby (de) (Kleiner Mann – ganz groß)
- 1958 : L'Eclair noir (de) (Der schwarze Blitz)
- 1959 : Une sacrée gamine de seize ans (de) (Ja, so ein Mädchen mit 16)
- 1960 : Manuela (de) (Schick deine Frau nicht nach Italien)
- 1961 : Isola Bella (de)
- 1961 : Sissi 63 (es) (Die Liebe ist ein seltsames Spiel), coréalisé avec Rafael Gil
- 1962 : La musique fait chanter les cœurs (de) (Wenn die Musik spielt am Wörthersee)
- 1962 : Une nuit au lac Majeur (de) (Lieder klingen am Lago Maggiore)
- 1963 : Le Mal du siècle (de) (Ferien vom Ich)